# Oreocnide boniana
Oreocnide boniana är en nässelväxtart som först beskrevs av François Gagnepain, och fick sitt nu gällande namn av Hand.-mazz.. Oreocnide boniana ingår i släktet Oreocnide och familjen nässelväxter. Inga underarter finns listade i Catalogue of Life.